# Oliwa z Anagni
Oliwa z Anagni, wł. Oliva di Anagni (zm. prawdopodobnie w Anagni) – żyjąca w VI lub VII wieku włoska zakonnica i pustelnica, dziewica, czczona jako święta przez Kościół katolicki we Włoszech w grupie czterech anagninskich świętych (obok: Secondiny, Aurelii i Neomisi).

## Żywot świętej
O życiu Oliwy niewiele wiadomo. Urodziła się w chrześcijańskiej rodzinie, a jej dziewictwo zostało poświęcone Bogu. Przebywała w klasztorze benedyktynek, gdzie po okresie postu i cierpienia zmarła 3 czerwca. Wydarzenie to upamiętniane jest w Anagni, Castro dei Volsci, Pontecorvo, Trivigliano i Cori, gdzie znajdowały się lub znajdują kościoły pod jej wezwaniem (w Castro dei Volsci znajduje się również parafia).

## Kult
Najstarsze ślady kultu sięgają XII wieku w Anagni, kiedy to antypapież Anaklet II (+1138) konsekrował ołtarz, poświęcony Oliwie (7 września 1133), w kościele zbudowanym przez Johna Patricka (rozebrany w 1564 celem budowy bastionu).
Ślady kultu również są w Polsce. Na początku XVIII wieku relikwie Świętej (część ramienia) sprowadził z Anagni do opactwa cystersów w Oliwie (ok. 1703) ówczesny opat klasztoru Michał Antoni Hacki. Część ramienia znajduje się również w Trivigliano.
Wspomnienie liturgiczne św. Oliwy w Kościele katolickim, głównie w Anagni, Castro dei Volsci i Pontecorvo, obchodzone jest 3 czerwca, w Trivigliano - 10 czerwca (przeniesienie relikwii), a w Cori - 1 sierpnia.